# سرانجام، خوشبختی
سرانجام، خوشبختی (ایتالیایی: Finalmente la felicità) یک فیلم ایتالیایی به کارگردانی لئوناردو پیراچونی است که در سال ۲۰۱۱ منتشر شد.

## بازیگران
- لئوناردو پیراچونی
- روکو پاپالئو
- ماریا د فیلیپی
- باربارا بوشه
- لئوناردو تادئی